# 蘭迪·芬斯特拉
兰德尔·李·芬斯特拉（英語：Randall Lee Feenstra，1969年1月14日—）是一位美国政治人物和商人，自2021年起代表爱荷华州第四國會選區聯邦眾議員。

## 外部連結
- Representative Randy Feenstra （页面存档备份，存于） official U.S. House website
- Senator Randy Feenstra （页面存档备份，存于） official Iowa General Assembly site
- Campaign website （页面存档备份，存于）
- Senator Randy Feenstra （页面存档备份，存于） at Iowa Senate Republican Caucus
- 美國國會國家人物傳記大辭典中的傳記
- 由華盛頓郵報維護的投票記錄
- 智慧投票计划中的傳記、投票紀錄及利益集團評級
- 聯邦選舉委員會中的競選財務報告和數據
- Financial information (state office) at the National Institute for Money in State Politics
- C-SPAN內的頁面（英文）